# Élections législatives cambodgiennes de 1951
Les élections législatives cambodgiennes de 1951 ont permis, le 9 septembre, le renouvellement de l'Assemblée nationale élue en 1947.

## Campagne et prémices
Le Parti démocrate cambodgien, malgré sa situation de mouvement majoritaire, est victime de défections et de divisions dont profite Norodom Sihanouk pour dissoudre l'assemblée le 18 septembre 1949. Prétextant l'insécurité régnant dans certaines régions, il diffère l'organisation de nouvelles élections qui n’auront lieu que le 9 septembre 1951 sans que la situation ne se soit améliorée.
Au début de 1951, afin de lancer les élections le roi fit une tournée dans les campagnes où il insistait pour que le peuple soit loyal envers la constitution – dont très peu connaissaient la teneur – et soutienne la démocratie. En Khmer le terme Prachéathipatei indique à la foi démocratie et démocrate. De ce fait, beaucoup de personnes auraient pris ce discours pour un soutien royal au Parti démocrate. Plus tard, Huy Kanthoul reconnaitra que cette aide involontaire avait pu contribuer à renforcer sa formation.
À cette époque, le succès des démocrates tenait à leur programme en faveur de l’indépendance et d’une plus grande justice sociale, deux domaines dans lesquels Norodom Sihanouk commençait à s’impliquer. Les libéraux, subventionnés par les Français, se reposaient de leur côté sur leurs réseaux clientélistes et n’avaient pas de programme.
Bientôt, un nouveau parti dénommé le Nord-est victorieux fait son apparition dont le personnage principal est Dap Chhuon, le maître de Siem Reap. Il est soutenu par sa famille, des transfuges du Parti démocrate et ses affidés. D’après Michael Vickery, il aurait aussi bénéficié d’une aide du pouvoir colonial, l’apparition de cette formation signifiant qu’une partie importante du territoire cambodgien pouvait échapper au contrôle du gouvernement démocrate, une situation qui n’était pas pour déplaire ni à Sihanouk ni aux Français qui se trouvaient alliés pour faire chuter le parti majoritaire.

## Résultats
Les élections se déroulèrent finalement dans un climat relativement serein. 496 candidats de plusieurs partis et 62 indépendants concouraient pour les 78 sièges de l’assemblée. À cause de l’insécurité, 300 bureaux de vote ne purent ouvrir. Cela expliquait en partie que 117 000 électeurs de moins qu’en 1947 s’étaient déplacés, même si l’absentéisme dans des zones calmes comme à Phnom Penh, montrait que les enjeux de ces élections n’étaient pas clairs pour tout le monde. Les bureaux dans les zones contrôlées par le Việt Minh et les Khmers issarak n’ouvrirent pas, mais en dehors de ces régions, les consignes de boycott de la guérilla ne furent pas suivies et ces derniers durent se contenter d’annoncer que 700 000 « marionnettes des Français » avaient participé aux élections.
Les résultats montraient une nouvelle victoire des démocrates et déçurent leurs opposants.
|       |                               |        |     |
| Parti | Parti                         | Sièges | +/- |
|       | Parti démocrate               | 54     | 10  |
|       | Parti libéral                 | 18     | 3   |
|       | Nord-est victorieux           | 4      | Nv. |
|       | Parti de la Rénovation khmère | 2      | Nv. |
|       | Sans étiquette                | 0      | 10  |
|       |                               |        |     |
| Total | Total                         | 78     | 3   |

Les dirigeants de trois partis mineurs, Lon Nol, Sam Nhean et Yem Sambaur, ne purent être élus et devinrent des opposants acharnés du parlement. En réalité, le Parti démocrate avait récolté moins de 45 % des voix et moins de 25 % des inscrits. Cette baisse devait être due au fait que malgré ses victoires aux élections précédentes, le parti n’avait toujours pas pu mettre en place son programme et obtenir l’indépendance du pays.